# 벨라모

패이예트해메 지역 문장에서 벨라모가 인어로 묘사된 모습.

벨라모( 핀란드어: Vellamo ʋelːɑmo[*])는 핀란드 신화의 물, 호수, 바다의 여신이다. 바다의 신 아흐토의 아내이다.
벨라모는 키가 크고 아름다우며, 바다 거품으로 이루어진 푸른 드레스를 입는 것으로 묘사된다. 풍어를 기원하는 어부들이 주로 존경하는 신이었다. 또한 벨라모는 폭풍과 파도를 다스릴 수 있으며, 뱃사람을 돕기 위해 바람을 조절할 수 있다고 전해진다. 벨라모는 수중 들판에 사는 마법의 소를 가지고 있어, 때때로 아침 안개가 낀 동안에 소를 수면 위로 끌어올려 물건초를 먹인다.
"벨라모"라는 이름은 '물이나 파도의 움직임'을 의미하는 핀란드어 단어 'velloa'에서 유래하였다.
핀란드 콧카 시에 위치한 벨라모 해양시설(핀란드어: Merikeskus Vellamo)은 벨라모의 이름을 따서 명명되었다.

## 대중문화
앰비언트 포크 음악가 Archaic Earth의 앨범 'Hiraeth'에는 "Vellamo's Song"이라는 트랙이 수록되어 있다.